# Късоопашат броненосец
Късоопашатият броненосец (Dasypus hybridus) е вид бозайник от семейство Броненосцови (Dasypodidae). Видът е почти застрашен от изчезване.

## Разпространение
Разпространен е в Аржентина (Буенос Айрес, Ентре Риос, Кордоба, Кориентес, Ла Пампа, Мисионес, Санта Фе, Сантяго дел Естеро и Чако), Бразилия (Парана, Рио Гранди до Сул и Санта Катарина), Парагвай и Уругвай.